# 노응규
노응규(盧應奎, 1861년 3월 15일 ~ 1907년 2월 16일)는 조선말기의 문신, 유학자이며 구한말의 의병장이다. 본관은 광주이며 호는 신암(愼菴)이다.
동학 농민 운동에 가담하였고, 을미사변 당시에는 일본의 만행에 분개하여 의병을 일으킨 공로로 규장각 주사와 동궁시종관 등을 역임하였다.

## 생애

### 동학 농민운동과 을미 사변
노응규는 경상남도 함양 태생으로 아호는 신암(愼菴)이다. 유명한 유학자인 허전의 제자였으며, 위정척사론의 거두인 최익현과 송병선, 송근수에게서도 사사했다.
1895년 을미사변에 이어 단발령이 내려진데 분노한 유림 세력은 대거 거병하게 되었는데, 노응규도 1896년 함양에서 의병을 일으켰다. 장수사의 승려인 서재기를 선봉장으로 삼은 노응규의 의병은 진주를 단숨에 함락시켰고, 진주 인근 세력을 합세시켜 진주의병진(총대장 노응규)을 구성하게 되었다. 진주의병진은 부산 방면으로 진공하여 김해까지 손에 넣는 성공을 거두었으나, 일본군의 개입에 밀려 결국 해산되고 말았다.
그러나 노응규 의병진 일부는 행패를 부려 물의를 일으키기도 했다. 매천 황현의 증언에 의하면 '1897년 초 노응규 등은 진주에서 웅거하면서 전 경내를 분탕하니 주민들은 동학교도들의 행패를 만났다고 말했다. 안동 주변 수십 군에는 난폭한 겁탈이 있었으며 이중으로 경군까지 유린했는데 공사가 도탄에 빠졌다.'고 진술하였다.
이 일로 가족들이 피살되는 불행 속에 노응규는 호남 지방에서 피신하던 중, 1897년말 대한제국 선포 직후 상소를 올려 사면을 받았다. 이후 여러 나라의 세력이 대치하는 상황 속에서 고종은 을미사변에 대항하여 의병을 일으켰던 유학자들에게 벼슬을 주어 등용했고, 그도 규장각 주사와 동궁시종관 등의 직책을 맡아 고종과 가까운 거리에서 근무했다.

### 러일 전쟁 이후
그러나 러일 전쟁 이후 일본의 세력이 다시 강성해지면서 한일의정서와 을사조약 체결 등으로 국권의 피탈이 가시화되었고, 노응규는 1906년 전라북도 정읍에서 스승인 최익현이 의병을 일으킨다는 소식을 듣고 여기에 합류했다. 최익현의 의병은 순창에서 일본군에게 패하여 지도부가 체포되면서 와해되었다.
이때 몸을 피한 노응규는 또다시 거사를 준비하여 그해 충청북도에서 서은구, 엄해윤, 김보운, 오자홍 등과 함께 의병 조직을 구성했는데, 밀정에 의해 이 일이 탄로나 12월 8일 체포된 뒤 한달이 채 지나지 않아 옥사했다. 그는 감옥에서 일제가 주는 밥을 먹을 수 없다며 단식하다가 사망한 것으로 알려져 있다.

## 사후
- 대한민국 정부는 그의 공훈을 기려 1977년 건국훈장 국민장을 추서하였다.

## 대한 광무(光武)1년(1897년) 상소문 대략과 황제의 비답
- 진주(晉州)에서 창의(倡義)한 유생(儒生)으로 죽을죄를 지은 노응규(盧應奎)가 올린 상소의 대략에, “신이 삼가 《춘추(春秋)》의 의리를 상고하여 보건대 역적에 대해서는 사람들마다 죽여도 된다고 하였습니다. 그러므로 한(漢)나라의 관동(關東)과 당(唐) 나라의 하북(河北)에서 충의(忠義)로 분개한 의로운 지사들이 군사를 일으켜 동탁(董卓)과 안녹산(安祿山)을 친 것은 한(漢) 나라의 헌제(獻帝)나 당(唐) 나라의 명황(明皇)의 명령이 없이 한 것이지만 《강목(綱目)》에 크게 기록하고 인정하여 주었습니다. 이 의리로 미루어 볼 때 나라에 있는 역적에 대해서 폐하(陛下)가 치지 못했고 감사(監司)가 치지 못했다고 해서 비록 미천한 유생(儒生)이라도 역시 치지 못한다는 법은 없는 것입니다. 대체로 역적을 치는 큰 의리가 폐하의 명령을 받는 것보다 급하기 때문인 것입니다. 아, 을미년(1895) 8월의 변란은 천지개벽 이래로 없었던 큰 변란으로서 우리나라의 신하들이 만대를 두고 꼭 원수를 갚아야 하는 것입니다. 이때를 당하여 폐하는 자신의 몸도 아침저녁으로 보전할 수 없는 형편에서 어느 겨를에 역적을 치고 복수를 할 조치를 취할 수 있었겠습니까? 감사들은 역적의 앞잡이가 되어 그들을 섬기기에 여념이 없었는데 더구나 역적을 치고 복수할 마음인들 있었겠습니까? 계속해서 11월에 있었던 머리를 깎는 화변은 또한 천하를 끌어다 오랑캐로 만들고 살아있는 사람들은 모두 짐승과 같은 처지에 몰아넣었습니다. 이와 같은데도 한마디의 말도 하지 않는다면, 어찌 천하에 수치스러운 것이 되지 않겠으며 기자(箕子)와 우리 선대 임금들의 충성과 효성, 예의와 교화는 장차 어디에서부터 그 모범을 본받겠습니까.다행히도 수도에 있는 한두 명의 관리들이 먼저 역적을 치자고 제창하자 각 고을의 유생들로서 의리를 앞세우고 급히 달려온 사람들은 얼마든지 있었습니다. 비록 부녀자나 아이들과 같이 지극히 어리석은 사람들도 오히려 모두 주먹을 부르쥐고 기회를 기다리면서 한번 칼을 휘둘러 역적을 치려고 하였는데 더구나 신은 비록 지극히 어리석지만 그래도 옛사람의 글을 읽었으므로 군신간의 의리나 중화와 오랑캐 간의 큰 법에 대해 조금 알고 있습니다. 또한 가슴속에 분노가 가득 차서 역적들과 함께 살지 않기로 맹세한 사람이 어찌 편히 앉아서 보고만 있겠으며 한번 가슴속에 들어찬 분노를 폭발시켜 보지 못하겠습니까? 마침내 역량을 헤아리지 않고 진양(晉陽)에서 의병을 일으키던 날에 한편으로는 밀봉한 상소를 올려 신이 나서는 것의 정당성을 진술하고 피로 쓴 격문을 돌려 수일 사이에 뜻을 같이하여 의를 위해 달려온 선비들과 백성들을 불러 모았습니다. 그리하여 며칠 안으로 군사를 일으켜 서울로 올라가서 폐하를 뵙고 어떻게 하라는 명령을 기다려서 역적의 머리를 벨 것을 청한 후에 제멋대로 군사를 일으킨 죄에 대해 처벌을 받으려 하였습니다. 그런데 폐하에게 글이 채 올라가기도 전에 일이 도리어 잘못되어 군사들이 먼저 무너져서, 충의로 인한 분개는 씻어버리지 못한 반면에 악명만 쓰게 되었습니다. 아버지와 형은 변란 속에서 억울하게 죽었으나 신은 알지도 못했으며 어머니와 아내가 난리 중에 어디로 흩어져 갔는지 신은 또한 소식을 듣지 못하고 있습니다. 어찌할 겨를이 없이 매우 급박하여 달아나서 숨는 자가 비록 국모의 원수는 잠시도 살려두어서는 안 되지만 어찌 군부(君父)의 명 또한 엄중하다는 것을 모르겠습니까? 폐하의 명령이 내린 후에 의병(義兵)들을 해산하여 보내고 원한을 품고 원통함을 참으면서 단지 나라에서 역적들을 쳐서 복수하는 날을 바랐을 뿐입니다.아, 신은 나라의 원수를 갚으려고 나섰다가 나라의 원수는 갚지 못하고 집안의 화란이 이 지경에 이르게 되어 위로는 폐하에게 충성하지 못하고 아래로는 부모에게 효성하지 못하였으니 이것이 신의 첫째 죄입니다.군사들이 내려오는 날에 신은 비록 감히 한 대의 화살도 쏘지 않았으나 또한 스스로 잡혀 처분을 기다리지 않고 몸을 숨겨 멀리 도망친 것이 둘째 죄입니다. 아버지와 형의 시체를 거두어 묻어줄 사람이 없이 지금 이미 1년이 지났는데 아직 상복도 입지 못하여 자식으로서의 의리를 완전히 상실한 것이 셋째 죄입니다. 옛날의 임금과 부모의 원수를 갚는 사람들은 시퍼런 칼날이나 끓는 물, 타는 불속에 뛰어드는 것이라도 마다하지 않았는데 신은 구차하게 지금까지 살아오면서 아직까지 하나의 대책이나 한 가지의 꾀도 내놓지 못하고 자고 먹고 말하고 행동하면서 보통 사람들과 같이 살아가고 있으니 이것이 넷째 죄입니다. 신은 이처럼 네 가지의 큰 죄가 있으나 아직도 이 세상에 살아있으니 어찌 한 치의 비수나 한 자의 끈으로 스스로 목숨을 끊어버릴 수 있음을 모르겠습니까? 하지만 죽는 것도 도리가 있으니 오직 나라의 법에 의해 죽어야만 그 죄를 밝힐 수 있이 때문입니다.바라건대 나라의 법을 신에게 적용하여 드러내놓고 처단함으로써 세상의 신하와 자식으로 된 사람들로서 충성스럽지 못하고 효성스럽지 못한 사람들에게 경계할 줄 알게 한다면 신에게 다행스러운 일이 되겠습니다.”하니,
- 비답하기를, “네가 자신의 죄를 잘 알고 있으니, 그것이 가상하다. 깨닫고 개진하는 것이 너의 도리일 것이다.”하였다..

## 같이 보기
- 동학 농민 운동
- 을미사변
- 매천야록
- 윤치호
- 박성빈
- 김구
- 노무현
- 황현

## 참고자료
- 대한민국 국가보훈처, 이 달의 독립 운동가 상세자료 - 노응규 보관됨 2016-03-05 - 웨이백 머신, 1997년